# Cascadetunnel

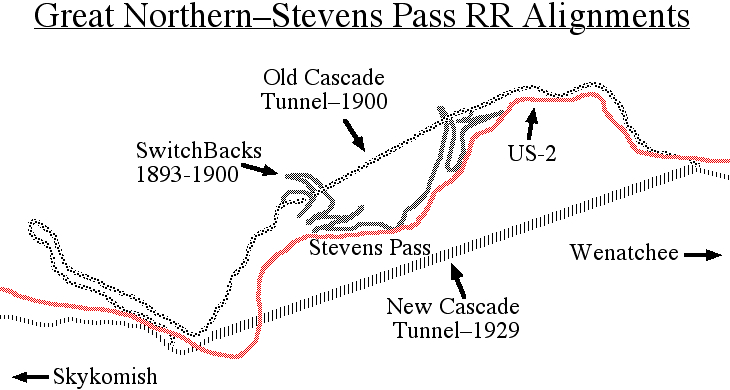
De routes die de spoorlijn in het verleden heeft gehad.

De Cascadetunnel (Engels: Cascade Tunnel) is een spoortunnel door het Cascadegebergte in de Verenigde Staten. Met een lengte van 12,5 kilometer is het de langste spoortunnel in de VS.

## Geschiedenis
De route door het Cascadegebergte heeft sinds de aanleg in 1893 een aantal varianten gekend. In eerste instantie lag er een zogenaamde zizaglijn de berg op en af. Dit betekende een grote lengte en een moeilijke passage van het gebergte. De spoorlijn lag een flink deel van het jaar onder een dik pak sneeuw wat de exploitatie van de lijn sterk bemoeilijkte. Om deze situatie te vergemakkelijken werd de eerste Cascadetunnel gebouwd, met een lengte van 4200 meter. Deze tunnel werd in 1909 geopend. De sneeuw bleef een probleem en op 1 maart 1910 kwamen 96 mensen om toen een lawine een trein raakte. Daarnaast bleken de uitlaatgassen van stoomlocomotieven een probleem. Daarom werd de lijn in 1909 geëlektrificeerd (driefasen wisselstroom van 6600 volt).

Om de overige problemen op te lossen werd tussen 1925 en 1929  de huidige tunnel gebouwd. Deze tunnel ligt 153 meter lager ten opzichte van de vorige tunnel zodat treinen minder hoeven te klimmen.

Zowel de oude als de nieuwe tunnel zijn gebouwd met een vrij steile helling waardoor de locomotieven zwaar worden belast en er dus veel uitlaatgassen vrijkomen.

## Ventilatiesysteem
Vanaf de opening in 1929 was de spoorlijn door de nieuwe tunnel geëlektrificeerd, maar in 1956 werd overgeschakeld op dieseltractie. Door de grote lengte van de tunnel leveren de uitlaatgassen van de diesellocomotieven een fors probleem op. Door een gebrek aan zuurstof en een overschot aan kooldioxide en koolmonoxide kan in de tunnel een levensbedreigende atmosfeer ontstaan en presteren dieselmotoren beduidend slechter. De oplossing werd gevonden in de installatie van een schuifdeur in de oostelijke toegang samen met een ventilatiesysteem naast deze toegang.
Zodra een trein de westelijke ingang inrijdt, sluit de deur aan de oostkant. De ventilatoren schakelen in en blazen koele schone lucht tegen de rijrichting van de trein in. Zolang de trein in de tunnel is draaien de ventilatoren op beperkt vermogen om drukproblemen te voorkomen. Voordat de trein de tunnel verlaat gaat de schuifdeur open. Nadat de trein de tunnel verlaten heeft draaien de ventilatoren ongeveer 20-30 minuten op volle kracht om de tunnel schoon te blazen.

Komt een trein uit het oosten, dan gaat de schuifdeur open als de trein zich op ongeveer een kilometer van de oostelijke ingang bevindt. De ventilatoren werken daarna zoals hierboven omschreven.
In de treinen zijn ademluchtmaskers aanwezig voor het geval de trein in de tunnel stil komt te staan of als de ventilatie niet goed blijkt te werken. In de tunnel bevinden zich om de 460-760 meter schuilplaatsen met ademluchttoestellen. 
Op 4 april 1996 raakte een trein de schuifdeur omdat deze niet goed opende. Er waren geen gewonden maar het treinverkeer liep gedurende enkele dagen vertraging op.